# Cratere Jaisalmer
Jaisalmer  è un cratere sulla superficie di Marte.